# Cantonul Gros-Morne
Cantonul Gros-Morne este un canton din arondismentul La Trinité, Martinica, Franța.

## Comune
| Comune     | Populație (1999) | Cod poștal | Cod INSEE |
| ---------- | ---------------- | ---------- | --------- |
| Gros-Morne | 10.686           | 97213      | 97212     |